# 크리스천 케이지
크리스챤(Christian, 본명: 윌리엄 제이슨 레소(William Jason Reso), 1973년 11월 30일 ~ )은 캐나다 출신의 전직 프로레슬러이다.
1995년 프로레슬링에 입문했다. 에지와는 각본상 형제관계를 유지했으나 실제로는 고등학교 동창으로 절친한 사이다. 크리스찬(Christian)이라는 링 네임으로 더 잘 알려져 있다. 피니시 기술은 상대를 등뒤에 걸어 그대로 땅위에 떨어뜨리는 킬 스위치(Kill Switch)이다. 킬 스위치의 옛 기술명은 언프리티어이다.

## 크리스찬의 삶
크리스찬은 고등학교 때 에지와 키자니와 친했으며 브렛 하트, 도리 펑크등,유명한 선수에게 트레이닝을 받고 1993년 프로레슬링에 데뷔한다.
1996년부터 에지와 태그팀을 만들어 여러 인디단체에서 활동하다가 1998년에 에지와 WWE에 정식 데뷔한다. 이때 태그팀에 "더 브루드"에 에지와 함께 가입해서 활동한다.
그리고 당시 에지와 형제라는 각본이었다. 그리고 1999년부터 싱글로 다니다가 2000년 4월 2일 에지와 다시 태그팀을 해서 더들리 보이즈를 이기고 첫 WWF 월드 태그팀 챔피언이 된다. 2001년 하디 보이즈와 함께 TLC로 유명한 E&C는 크리스찬의 배신으로 해체된다.
2005년 11월 크리스찬은 WWE를 자진 탈단한 후 그 해 11월 13일 TNA로 건너가서 크리스찬 케이지라는 이름으로 활약하면서 2006년 2월 NWA 월드 헤비급 챔피언에 등극한다. 3년 동안 TNA에서 활약하다가 2009년 2월 ECW를 통해 다시 WWE에 복귀한다. 그리하여 잭 스웨거와 대립하다가 ECW 월드 챔피언에 등극하지만 마지막 ECW 흥행에서 이지키엘 잭슨에게 타이틀을 빼앗긴다. 현재는 델리오와 WWE 월드 헤비웨이트 챔피언십을 걸고 대립해서 2011년 익스트림 룰즈에서 월드 헤비웨이트 챔피언이 되나 바로 다음 스맥다운에서 랜디 오턴한테 타이틀을 뺏기고 만다. 하지만 머니 인 더 뱅크 챔피언쉽 매치에서 랜디오턴이 DQ승을 하여 월드 헤비웨이트 챔피언 타이틀을 재탈환한다. 섬머슬램 챔피언쉽 매치에서 랜디 오턴과 다시 붙었으나, 랜디 오턴이 승리해 타이틀을 다시 랜디 오턴에게 내주었다. 그 후에도 랜디오턴과 계속 대립하며 악역으로 활동하다가 무릎 부상으로 잠시 활동을 멈춘 상태이다.긴 회복과 재활을 마치고 복귀하여 오버 더 리밋 2012에서 코디 로즈에게서 인터콘티넨탈 챔피언 타이틀을 가져온다. 하지만 RAW 1000회 특집에서 더 미즈에게 패배해 챔피언쉽을 빼앗긴다. 절친이었던 에지가 은퇴한 후 그의 피니시 기술이었던 스피어를 종종 사용하기도 했다. 2014년 12월 29일 WWE 측에서 홈페이지를 통해서 그의 은퇴를 공식적으로 발표한다.

## 신체 사항
키 185cm
몸무게 96kg

## 기타
크리스찬은 오랜 경력과 검증된 경기수행 능력을 가지고 있음에도 오랫동안 낮은 대우를 받는 선수로 알려져 있었다. WWE에서 활동하던 2005년까지 미드카터 수준의 악역을 지속적으로 수행했으며 이후 TNA로 이적하고서야 메인 이벤터로 등극할 수 있었다. 이후 WWE에 복귀하여 처음으로 월드 챔피언에 올랐으나 얼마 안 가 타이틀을 빼앗기고 만다. 또한 빈스 맥마흔이 그의 외모를 마음에 들어하지 않았다는 증언이 나도는 등 경기 외적의 이유로 피해를 보았다는 의혹을 받고 있다.

## 수상
- WWE 월드 헤비웨이트 챔피언 (구 버전) 2회
- WWE 인터콘티넨탈 챔피언 4회
- WWE 월드 태그팀 챔피언 (구 버전) 9회 - 에지 (7회) , 크리스 제리코 (1회) , 랜스 스톰 (1회)
- WWE 유로피언 챔피언 1회
- WWE 하드코어 챔피언 1회
- WWE 라이트 헤비웨이트 챔피언 1회
- ECW 챔피언 2회
- WWE 23번째 3관왕
- WWE 12번째 그랜드 슬래머
- NWA 월드 헤비웨이트 챔피언 2회
- 임팩트 월드 챔피언 1회
- PCW 헤비웨이트 챔피언 1회
- ICW 스트리트 파이트 태그팀 챔피언 1회 - 섹스턴 하드캐슬
- IWA 태그팀 챔피언 1회 - 얼 더 오더리
- ECWA 헤비웨이트 챔피언 1회
- AEW TNT 챔피언 2회